# Мелроуз (Массачусетс)
Мелроуз (англ. Melrose) — місто (англ. city) в США, в окрузі Міддлсекс штату Массачусетс. Населення — 29 817 осіб (2020).

## Географія
Мелроуз розташований за координатами 42°27′21″ пн. ш. 71°3′32″ зх. д. / 42.45583° пн. ш. 71.05889° зх. д. (42.455723, -71.059019). За даними Бюро перепису населення США в 2010 році місто мало площу 12,34 км², з яких 12,12 км² — суходіл та 0,22 км² — водойми.

## Демографія
Згідно з переписом 2010 року, у місті мешкали 26 983 особи в 11 213 домогосподарствах у складі 7076 родин. Густота населення становила 2187 осіб/км². Було 11751 помешкання (952/км²).
Расовий склад населення:
| - 91,1 % — білих - 3,8 % — азіатів - 2,4 % — чорних або афроамериканців - 0,1 % — корінних американців |

До двох чи більше рас належало 1,7 %. Частка іспаномовних становила 2,5 % від усіх жителів.
За віковим діапазоном населення розподілялося таким чином: 22,0 % — особи молодші 18 років, 62,2 % — особи у віці 18—64 років, 15,8 % — особи у віці 65 років та старші. Медіана віку мешканця становила 41,9 року. На 100 осіб жіночої статі у місті припадало 88,8 чоловіків; на 100 жінок у віці від 18 років та старших — 85,4 чоловіків також старших 18 років.
Середній дохід на одне домашнє господарство становив 106 449 доларів США (медіана — 85 521), а середній дохід на одну сім'ю — 130 225 доларів (медіана — 115 506). Медіана доходів становила 73 236 доларів для чоловіків та 58 273 долари для жінок. За межею бідності перебувало 3,4 % осіб, у тому числі 3,0 % дітей у віці до 18 років та 6,9 % осіб у віці 65 років та старших.
Цивільне працевлаштоване населення становило 15 411 осіб. Основні галузі зайнятості: освіта, охорона здоров'я та соціальна допомога — 24,8 %, науковці, спеціалісти, менеджери — 16,4 %, фінанси, страхування та нерухомість — 10,4 %, роздрібна торгівля — 9,7 %.

## Уродженці
- Джеральдіна Фаррар (1882—1967) — американська оперна співачка (сопрано)
- Сьюелл Райт (1889—1988) — американський генетик
- Майлз Лейн (1903—1987) — американський хокеїст.